# Mein Teil
Mein Teil is een single van de Duitse Neue Deutsche Härte-band Rammstein van hun album Reise, Reise uit 2004. Het nummer gaat over de Duitse kannibaal Armin Meiwes, die via het internet een man vond om op te eten.
De clip werd in de media al gauw de "Kannibalensong" genoemd. Door alle media-aandacht kwam het nummer tot de tweede plaats in Duitsland.
Een citaat dat Meiwes gebruikte om zijn slachtoffer te vinden wordt ook in het begin bij de videoclip genoemd:

„Suche gut gebauten 18- bis 30-Jährigen zum Schlachten – Der Metzgermeister“

## Live
Zoals gebruikelijk bij Rammstein heeft dit nummer een bijzondere live-act. Hierin kookt zanger Till Lindemann toetsenist Christian Lorenz in een enorme pot, die hij later in brand zet.

## Videoclip
In de videoclip: eet Till de vleugels en haren van een engel, waarna hij haar vermoordt; voert Flake een ballet in hallucinerende toestand; vecht Richard met een kloon van zichzelf; loopt Paul schuddend en hard schreeuwend rond op de set in een hectische en waanzinnig staat; kronkelt Oliver spastisch over de vloer. Alle bandleden (behalve Schneider) vechten daarna in een modderbad. Aan het einde van de video kruipen de vijf bandleden uit de Duitse U-Bahn aan de lijn gehouden door een vrouwelijk geklede Christoph Schneider.